# Vertébrés
Vertebrata
Cet article concerne le sous-embranchement en zoologie. Pour le genre d'algues rouges, voir Vertebrata (algue).
Sous-embranchement
Infra-embranchements de rang inférieur
- Agnatha
- Gnathostomata

Synonymes
- Craniata (Lankester, 1877[2])

Les Vertébrés (Vertebrata) forment un sous-embranchement très diversifié d'animaux chordés appartennant au clade des Olfactoriens et ayant pour particularité principale de posséder un squelette interne composé d'un crâne ainsi que d'une colonne vertébrale. Ils représentent l'écrasante majorité de l'embranchement des Chordés, avec près de 70 000 espèces décrites actuellement[C'est-à-dire ?]. On inclut aujourd'hui les Myxines (des poissons sans mâchoire) bien qu'elles n'aient pas de véritable colonne,.
La forte diminution de leurs populations entre la fin du XXe siècle et le début du XXIe siècle, constatée indépendamment par l'ONU et le WWF, est, selon ce dernier, principalement due à des activités humaines. Entre 1970 et 2020, l'indice planète vivante, qui suit les populations de 4 000 espèces de vertébrés dans le monde, a diminué de près de 70 %,. Plus de 500 espèces de vertébrés ont disparu des terres émergées au XXe siècle (autant qu'en 10 000 ans, hors grandes extinctions).

## Description générale

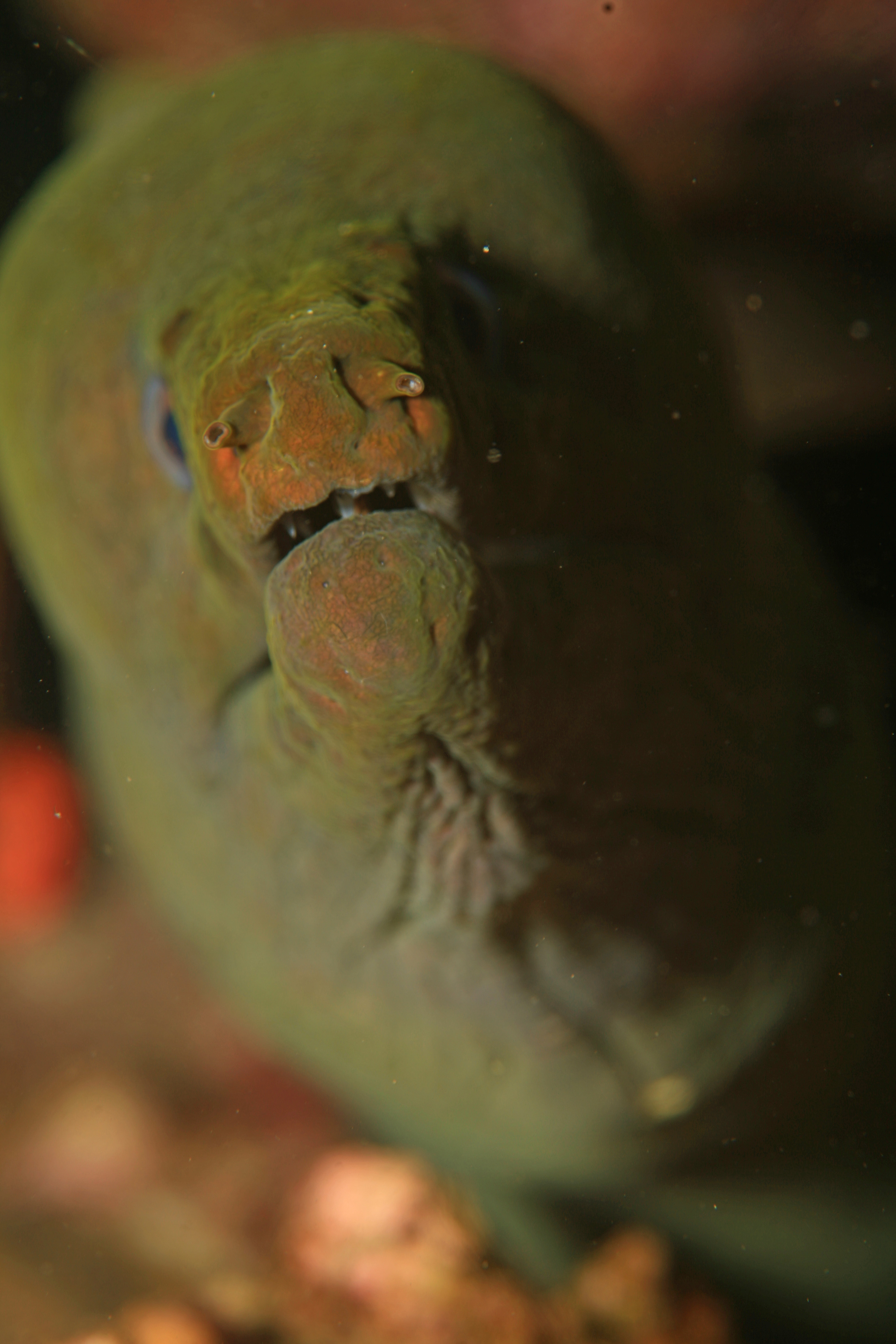
Chez cette murène, les sacs nasaux s'ouvrent par deux narines.

La caractéristique la plus intuitive des Vertébrés est qu'ils possèdent un squelette osseux ou cartilagineux interne, qui comporte en particulier une colonne vertébrale, composée de vertèbres qui protègent la partie troncale du système nerveux central. D'autres caractères partagés et exclusifs sont : 
- la présence de 5 vésicules céphaliques lors de la formation de l'encéphale ;
- la présence de crêtes neurales.

Les plus anciens fossiles connus sont datés du Cambrien, il y a 530 millions d'années : les plus anciens fossiles seraient Haikouichthys ercaicunensis et Myllokunmingia, chronologiquement précédés par des céphalochordés (Chordés non vertébrés) comme Pikaia gracilens. Au Cambrien moyen, un organisme de transition comme Metaspriggina est emblématique de l'espèce avec un pré-pharynx, sans doute à l'origine des mâchoires. La répartition actuelle est mondiale et concerne tous les habitats ; le groupe contient plus de 70 000 espèces, de taille extrêmement variée, allant de la gigantesque baleine bleue (30 m, pour un poids avoisinant les 190 tonnes), jusqu'à la minuscule grenouille Paedophryne amauensis (taille moyenne de 7 mm, poids de 0,02 gramme), les groupes les plus importants (en nombre) étant les actinoptérygiens (poissons à nageoires rayonnées, 23 000 espèces) et les sauropsides (« reptiles » et oiseaux, 17 000 espèces).

## Anatomie
Les Vertébrés ont un corps fondamentalement divisé en trois parties : tête (abritant les organes sensoriels olfactifs — sacs nasaux, optiques — yeux, stato-acoustiques — oreilles internes, et les récepteurs gustatifs dans la muqueuse buccale et pharyngienne), tronc (renfermant le cœlome et les viscères) et queue (cette partie postérieure, essentiellement musculeuse, commence à partir du cloaque, ce dernier étant cloisonné en deux compartiments chez la majorité des mammifères, une partie uro-génitale et une partie rectale).
Ils sont caractérisés par un crâne (structure cartilagineuse ou osseuse plus ou moins fermée) entourant le cerveau et comprenant des capsules qui logent des organes sensoriels (capsules nasales, optiques, otiques).
Les capsules nasales sont des ébauches embryonnaires dont le développement donne la cavité nasale dans laquelle des chimiorécepteurs assurent le sens de l'odorat ou olfaction. Les vertébrés aquatiques tels que les poissons sont dotés d'une ou de deux paires de narines, chaque narine étant divisée par un pont cutané en une ouverture pour l'entrée de l'eau et une autre ouverture pour la sortie de celle-ci. L'eau traverse ainsi les narines, soit durant la nage, soit par pompage actif, et parvient à des sacs nasaux généralement fermés (ouverts vers une narine interne, le choane, chez les Osteolepiformes et les Porolepiformes, sarcoptérygiens sans doute munis de poumons qui favorisent la terrestrialisation). Chez les tétrapodes, vertébrés terrestres comprenant les amphibiens et les amniotes (reptiles, oiseaux et mammifères), les capsules nasales ne participent plus seulement à la conduction de l'eau vers des sacs nasaux mais aussi à la conduction de l'air vers les poumons. Le palais, qui forme la voûte de la cavité buccale, sépare la cavité buccale des fosses nasales, ce qui permet la respiration et la mastication simultanées.

## Histoire évolutive

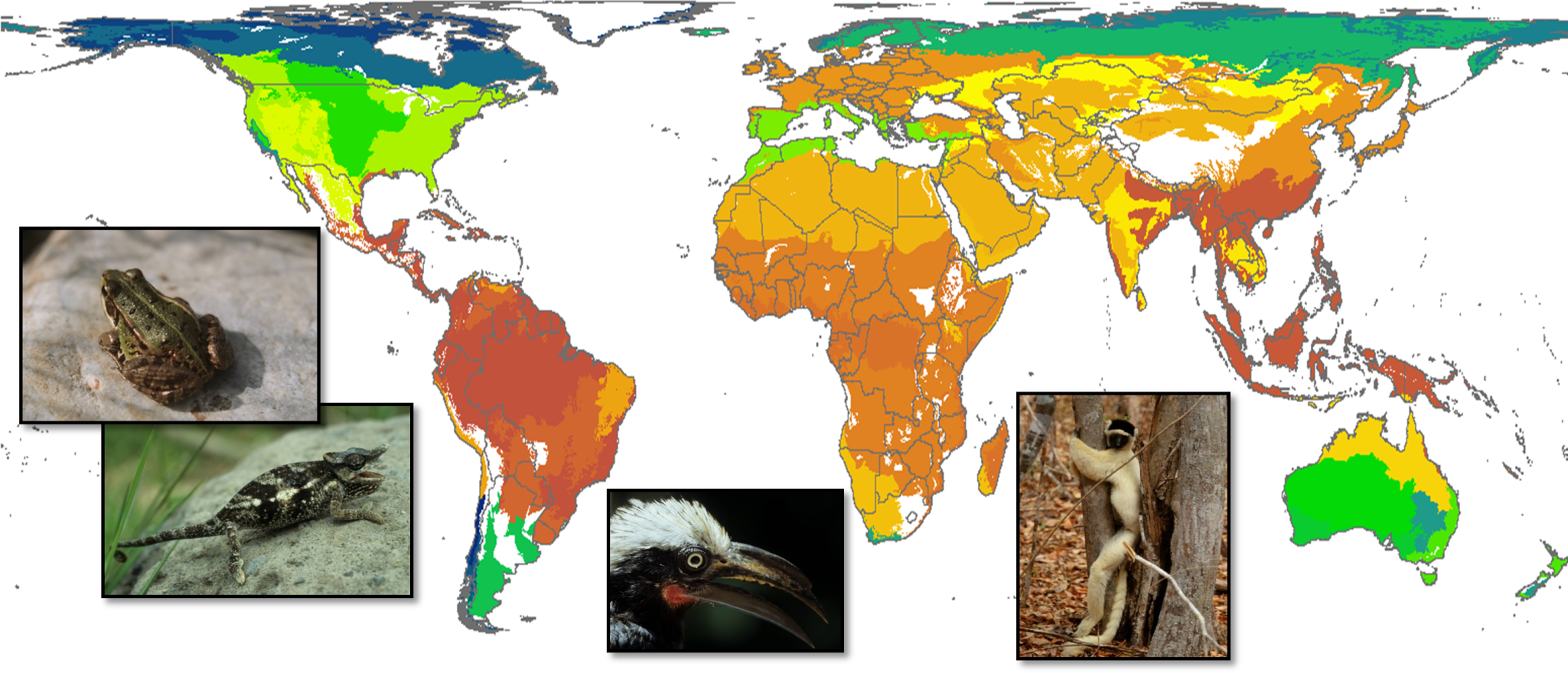
La biodiversité mondiale estimée à partir de la richesse spécifique en vertébrés terrestres (les biorégions les plus riches sont en rouge, les moins riches en vert).

Avec plus de 70 000 espèces, les vertébrés sont moins diversifiés et moins nombreux que les insectes mais ils rivalisent avec eux dans leurs caractères de spécialisation, traduisant des adaptations à des modes de vie très variés.
Les études génétiques montrent qu'un ancêtre commun des Vertébrés a subi une duplication de son génome, suivie chez les Cyclostomes (les Vertébrés sans mâchoire) d'une triplication et chez les Gnathostomes (les Vertébrés à mâchoire) d'une seconde duplication.

## Classification

### Taxonomie
Les Vertébrés sont le concept zoologique d'animaux à vertèbres imposé par Georges Cuvier (Leçons d'anatomie comparée en 1805) et Jean-Baptiste de Lamarck (Discours d'ouverture du cours des animaux sans vertèbres en 1806).

Les Myxines, qui sont des poissons sans machoires (Agnatha), étaient traditionnellement, du fait de leur absence de colonne vertébrale, exclues de ce groupe,. Mais les études génétiques ont confirmé leur proximité avec les lamproies et le fait qu'elles seraient donc des vertébrés ayant perdu des caractères ancestraux,. Cette nouvelle classification des Myxines fait du taxon Craniata Lankester, 1877 un synonyme de Vertebrata Lamarck, 1801.

### Classes actuelles
Le taxon classique des Ostéichthyens regroupant les poissons osseux étant paraphylétique au regard des Tétrapodes, il n'est pas présent en tant que tel dans les classifications cladistes mais est toujours présent dans les classifications évolutionnistes. Ce terme est cependant parfois utilisé dans un contexte cladiste pour désigner l'ensemble des Tétrapodes et des Ostéichtyens classiques, toutefois de nombreux systématiciens lui préfèrent le synonyme Euteleostomi dont la définition n'est jamais ambigüe.
Liste des classes actuelles selon ITIS :
- infra-embranchement Agnatha :
  - Cephalaspidomorphi - les lamproies
  - Myxini - les Mixines
- infra-embranchement Gnathostomata :
  - super-classe et classe Chondrichthyes – les poissons cartilagineux (requins, raies…)
  - super-classe Actinopterygii – les poissons à nageoires rayonnées :
    - Chondrostei
    - Cladistei
    - Holostei
    - Teleostei

  - super-classe Sarcopterygii* – les poissons à nageoires charnues :
    - Coelacanthi – les cœlacanthes
    - Dipnoi – les dipneustes

  - super-classe	Tetrapoda :
    - Amphibia* – les amphibiens
    - Aves – les oiseaux
    - Mammalia – les mammifères
    - Reptilia* – les reptiles

Selon World Register of Marine Species :
- infra-embranchement Agnatha :
  - Cephalaspidomorphi
  - Myxini
- infra-embranchement Gnathostomata :
  - super-classe Pisces* :
    - Actinopterygii
    - Coelacanthi
    - Dipneusti
    - Elasmobranchii
    - Holocephali

  - super-classe Tetrapoda :
    - Amphibia*
    - Aves
    - Mammalia
    - Reptilia*

## Phylogénie
Phylogénie des grands groupes actuels des Vertébrés d'après Betancur-R et al. (2017) et Heimberg et al. (2010) :
|  | Cephalaspidomorphi (les lamproies) |
|  |                                    |
|  | Myxiniformes (les myxines)         |
|  |                                    |

| Actinistia           | Coelacanthi (les cœlacanthes) |
|                      | Coelacanthi (les cœlacanthes) |
| Dipnotetrapodomorpha | \| Dipnomorpha \| Dipnoi (les dipneustes) \| \| \| Dipnoi (les dipneustes) \| \| Tetrapodomorpha \| Tetrapoda (les tétrapodes) \| \| \| Tetrapoda (les tétrapodes) \| |
|                      | \| Dipnomorpha \| Dipnoi (les dipneustes) \| \| \| Dipnoi (les dipneustes) \| \| Tetrapodomorpha \| Tetrapoda (les tétrapodes) \| \| \| Tetrapoda (les tétrapodes) \| |
| Dipnomorpha          | Dipnoi (les dipneustes) |
|                      | Dipnoi (les dipneustes) |
| Tetrapodomorpha      | Tetrapoda (les tétrapodes) |
|                      | Tetrapoda (les tétrapodes) |

| Dipnomorpha     | Dipnoi (les dipneustes)    |
|                 | Dipnoi (les dipneustes)    |
| Tetrapodomorpha | Tetrapoda (les tétrapodes) |
|                 | Tetrapoda (les tétrapodes) |

| Actinistia           | Coelacanthi (les cœlacanthes) |
|                      | Coelacanthi (les cœlacanthes) |
| Dipnotetrapodomorpha | \| Dipnomorpha \| Dipnoi (les dipneustes) \| \| \| Dipnoi (les dipneustes) \| \| Tetrapodomorpha \| Tetrapoda (les tétrapodes) \| \| \| Tetrapoda (les tétrapodes) \| |
|                      | \| Dipnomorpha \| Dipnoi (les dipneustes) \| \| \| Dipnoi (les dipneustes) \| \| Tetrapodomorpha \| Tetrapoda (les tétrapodes) \| \| \| Tetrapoda (les tétrapodes) \| |
| Dipnomorpha          | Dipnoi (les dipneustes) |
|                      | Dipnoi (les dipneustes) |
| Tetrapodomorpha      | Tetrapoda (les tétrapodes) |
|                      | Tetrapoda (les tétrapodes) |

| Dipnomorpha     | Dipnoi (les dipneustes)    |
|                 | Dipnoi (les dipneustes)    |
| Tetrapodomorpha | Tetrapoda (les tétrapodes) |
|                 | Tetrapoda (les tétrapodes) |

| Actinistia           | Coelacanthi (les cœlacanthes) |
|                      | Coelacanthi (les cœlacanthes) |
| Dipnotetrapodomorpha | \| Dipnomorpha \| Dipnoi (les dipneustes) \| \| \| Dipnoi (les dipneustes) \| \| Tetrapodomorpha \| Tetrapoda (les tétrapodes) \| \| \| Tetrapoda (les tétrapodes) \| |
|                      | \| Dipnomorpha \| Dipnoi (les dipneustes) \| \| \| Dipnoi (les dipneustes) \| \| Tetrapodomorpha \| Tetrapoda (les tétrapodes) \| \| \| Tetrapoda (les tétrapodes) \| |
| Dipnomorpha          | Dipnoi (les dipneustes) |
|                      | Dipnoi (les dipneustes) |
| Tetrapodomorpha      | Tetrapoda (les tétrapodes) |
|                      | Tetrapoda (les tétrapodes) |

| Dipnomorpha     | Dipnoi (les dipneustes)    |
|                 | Dipnoi (les dipneustes)    |
| Tetrapodomorpha | Tetrapoda (les tétrapodes) |
|                 | Tetrapoda (les tétrapodes) |

| Actinistia           | Coelacanthi (les cœlacanthes) |
|                      | Coelacanthi (les cœlacanthes) |
| Dipnotetrapodomorpha | \| Dipnomorpha \| Dipnoi (les dipneustes) \| \| \| Dipnoi (les dipneustes) \| \| Tetrapodomorpha \| Tetrapoda (les tétrapodes) \| \| \| Tetrapoda (les tétrapodes) \| |
|                      | \| Dipnomorpha \| Dipnoi (les dipneustes) \| \| \| Dipnoi (les dipneustes) \| \| Tetrapodomorpha \| Tetrapoda (les tétrapodes) \| \| \| Tetrapoda (les tétrapodes) \| |
| Dipnomorpha          | Dipnoi (les dipneustes) |
|                      | Dipnoi (les dipneustes) |
| Tetrapodomorpha      | Tetrapoda (les tétrapodes) |
|                      | Tetrapoda (les tétrapodes) |

| Dipnomorpha     | Dipnoi (les dipneustes)    |
|                 | Dipnoi (les dipneustes)    |
| Tetrapodomorpha | Tetrapoda (les tétrapodes) |
|                 | Tetrapoda (les tétrapodes) |

| Actinistia           | Coelacanthi (les cœlacanthes) |
|                      | Coelacanthi (les cœlacanthes) |
| Dipnotetrapodomorpha | \| Dipnomorpha \| Dipnoi (les dipneustes) \| \| \| Dipnoi (les dipneustes) \| \| Tetrapodomorpha \| Tetrapoda (les tétrapodes) \| \| \| Tetrapoda (les tétrapodes) \| |
|                      | \| Dipnomorpha \| Dipnoi (les dipneustes) \| \| \| Dipnoi (les dipneustes) \| \| Tetrapodomorpha \| Tetrapoda (les tétrapodes) \| \| \| Tetrapoda (les tétrapodes) \| |
| Dipnomorpha          | Dipnoi (les dipneustes) |
|                      | Dipnoi (les dipneustes) |
| Tetrapodomorpha      | Tetrapoda (les tétrapodes) |
|                      | Tetrapoda (les tétrapodes) |

| Dipnomorpha     | Dipnoi (les dipneustes)    |
|                 | Dipnoi (les dipneustes)    |
| Tetrapodomorpha | Tetrapoda (les tétrapodes) |
|                 | Tetrapoda (les tétrapodes) |

| Actinistia           | Coelacanthi (les cœlacanthes) |
|                      | Coelacanthi (les cœlacanthes) |
| Dipnotetrapodomorpha | \| Dipnomorpha \| Dipnoi (les dipneustes) \| \| \| Dipnoi (les dipneustes) \| \| Tetrapodomorpha \| Tetrapoda (les tétrapodes) \| \| \| Tetrapoda (les tétrapodes) \| |
|                      | \| Dipnomorpha \| Dipnoi (les dipneustes) \| \| \| Dipnoi (les dipneustes) \| \| Tetrapodomorpha \| Tetrapoda (les tétrapodes) \| \| \| Tetrapoda (les tétrapodes) \| |
| Dipnomorpha          | Dipnoi (les dipneustes) |
|                      | Dipnoi (les dipneustes) |
| Tetrapodomorpha      | Tetrapoda (les tétrapodes) |
|                      | Tetrapoda (les tétrapodes) |

| Dipnomorpha     | Dipnoi (les dipneustes)    |
|                 | Dipnoi (les dipneustes)    |
| Tetrapodomorpha | Tetrapoda (les tétrapodes) |
|                 | Tetrapoda (les tétrapodes) |

| Actinistia           | Coelacanthi (les cœlacanthes) |
|                      | Coelacanthi (les cœlacanthes) |
| Dipnotetrapodomorpha | \| Dipnomorpha \| Dipnoi (les dipneustes) \| \| \| Dipnoi (les dipneustes) \| \| Tetrapodomorpha \| Tetrapoda (les tétrapodes) \| \| \| Tetrapoda (les tétrapodes) \| |
|                      | \| Dipnomorpha \| Dipnoi (les dipneustes) \| \| \| Dipnoi (les dipneustes) \| \| Tetrapodomorpha \| Tetrapoda (les tétrapodes) \| \| \| Tetrapoda (les tétrapodes) \| |
| Dipnomorpha          | Dipnoi (les dipneustes) |
|                      | Dipnoi (les dipneustes) |
| Tetrapodomorpha      | Tetrapoda (les tétrapodes) |
|                      | Tetrapoda (les tétrapodes) |

| Dipnomorpha     | Dipnoi (les dipneustes)    |
|                 | Dipnoi (les dipneustes)    |
| Tetrapodomorpha | Tetrapoda (les tétrapodes) |
|                 | Tetrapoda (les tétrapodes) |

| Actinistia           | Coelacanthi (les cœlacanthes) |
|                      | Coelacanthi (les cœlacanthes) |
| Dipnotetrapodomorpha | \| Dipnomorpha \| Dipnoi (les dipneustes) \| \| \| Dipnoi (les dipneustes) \| \| Tetrapodomorpha \| Tetrapoda (les tétrapodes) \| \| \| Tetrapoda (les tétrapodes) \| |
|                      | \| Dipnomorpha \| Dipnoi (les dipneustes) \| \| \| Dipnoi (les dipneustes) \| \| Tetrapodomorpha \| Tetrapoda (les tétrapodes) \| \| \| Tetrapoda (les tétrapodes) \| |
| Dipnomorpha          | Dipnoi (les dipneustes) |
|                      | Dipnoi (les dipneustes) |
| Tetrapodomorpha      | Tetrapoda (les tétrapodes) |
|                      | Tetrapoda (les tétrapodes) |

| Dipnomorpha     | Dipnoi (les dipneustes)    |
|                 | Dipnoi (les dipneustes)    |
| Tetrapodomorpha | Tetrapoda (les tétrapodes) |
|                 | Tetrapoda (les tétrapodes) |

| Actinistia           | Coelacanthi (les cœlacanthes) |
|                      | Coelacanthi (les cœlacanthes) |
| Dipnotetrapodomorpha | \| Dipnomorpha \| Dipnoi (les dipneustes) \| \| \| Dipnoi (les dipneustes) \| \| Tetrapodomorpha \| Tetrapoda (les tétrapodes) \| \| \| Tetrapoda (les tétrapodes) \| |
|                      | \| Dipnomorpha \| Dipnoi (les dipneustes) \| \| \| Dipnoi (les dipneustes) \| \| Tetrapodomorpha \| Tetrapoda (les tétrapodes) \| \| \| Tetrapoda (les tétrapodes) \| |
| Dipnomorpha          | Dipnoi (les dipneustes) |
|                      | Dipnoi (les dipneustes) |
| Tetrapodomorpha      | Tetrapoda (les tétrapodes) |
|                      | Tetrapoda (les tétrapodes) |

| Dipnomorpha     | Dipnoi (les dipneustes)    |
|                 | Dipnoi (les dipneustes)    |
| Tetrapodomorpha | Tetrapoda (les tétrapodes) |
|                 | Tetrapoda (les tétrapodes) |

| Actinistia           | Coelacanthi (les cœlacanthes) |
|                      | Coelacanthi (les cœlacanthes) |
| Dipnotetrapodomorpha | \| Dipnomorpha \| Dipnoi (les dipneustes) \| \| \| Dipnoi (les dipneustes) \| \| Tetrapodomorpha \| Tetrapoda (les tétrapodes) \| \| \| Tetrapoda (les tétrapodes) \| |
|                      | \| Dipnomorpha \| Dipnoi (les dipneustes) \| \| \| Dipnoi (les dipneustes) \| \| Tetrapodomorpha \| Tetrapoda (les tétrapodes) \| \| \| Tetrapoda (les tétrapodes) \| |
| Dipnomorpha          | Dipnoi (les dipneustes) |
|                      | Dipnoi (les dipneustes) |
| Tetrapodomorpha      | Tetrapoda (les tétrapodes) |
|                      | Tetrapoda (les tétrapodes) |

| Dipnomorpha     | Dipnoi (les dipneustes)    |
|                 | Dipnoi (les dipneustes)    |
| Tetrapodomorpha | Tetrapoda (les tétrapodes) |
|                 | Tetrapoda (les tétrapodes) |

| Actinistia           | Coelacanthi (les cœlacanthes) |
|                      | Coelacanthi (les cœlacanthes) |
| Dipnotetrapodomorpha | \| Dipnomorpha \| Dipnoi (les dipneustes) \| \| \| Dipnoi (les dipneustes) \| \| Tetrapodomorpha \| Tetrapoda (les tétrapodes) \| \| \| Tetrapoda (les tétrapodes) \| |
|                      | \| Dipnomorpha \| Dipnoi (les dipneustes) \| \| \| Dipnoi (les dipneustes) \| \| Tetrapodomorpha \| Tetrapoda (les tétrapodes) \| \| \| Tetrapoda (les tétrapodes) \| |
| Dipnomorpha          | Dipnoi (les dipneustes) |
|                      | Dipnoi (les dipneustes) |
| Tetrapodomorpha      | Tetrapoda (les tétrapodes) |
|                      | Tetrapoda (les tétrapodes) |

| Dipnomorpha     | Dipnoi (les dipneustes)    |
|                 | Dipnoi (les dipneustes)    |
| Tetrapodomorpha | Tetrapoda (les tétrapodes) |
|                 | Tetrapoda (les tétrapodes) |

| Actinistia           | Coelacanthi (les cœlacanthes) |
|                      | Coelacanthi (les cœlacanthes) |
| Dipnotetrapodomorpha | \| Dipnomorpha \| Dipnoi (les dipneustes) \| \| \| Dipnoi (les dipneustes) \| \| Tetrapodomorpha \| Tetrapoda (les tétrapodes) \| \| \| Tetrapoda (les tétrapodes) \| |
|                      | \| Dipnomorpha \| Dipnoi (les dipneustes) \| \| \| Dipnoi (les dipneustes) \| \| Tetrapodomorpha \| Tetrapoda (les tétrapodes) \| \| \| Tetrapoda (les tétrapodes) \| |
| Dipnomorpha          | Dipnoi (les dipneustes) |
|                      | Dipnoi (les dipneustes) |
| Tetrapodomorpha      | Tetrapoda (les tétrapodes) |
|                      | Tetrapoda (les tétrapodes) |

| Dipnomorpha     | Dipnoi (les dipneustes)    |
|                 | Dipnoi (les dipneustes)    |
| Tetrapodomorpha | Tetrapoda (les tétrapodes) |
|                 | Tetrapoda (les tétrapodes) |

| Actinistia           | Coelacanthi (les cœlacanthes) |
|                      | Coelacanthi (les cœlacanthes) |
| Dipnotetrapodomorpha | \| Dipnomorpha \| Dipnoi (les dipneustes) \| \| \| Dipnoi (les dipneustes) \| \| Tetrapodomorpha \| Tetrapoda (les tétrapodes) \| \| \| Tetrapoda (les tétrapodes) \| |
|                      | \| Dipnomorpha \| Dipnoi (les dipneustes) \| \| \| Dipnoi (les dipneustes) \| \| Tetrapodomorpha \| Tetrapoda (les tétrapodes) \| \| \| Tetrapoda (les tétrapodes) \| |
| Dipnomorpha          | Dipnoi (les dipneustes) |
|                      | Dipnoi (les dipneustes) |
| Tetrapodomorpha      | Tetrapoda (les tétrapodes) |
|                      | Tetrapoda (les tétrapodes) |

| Dipnomorpha     | Dipnoi (les dipneustes)    |
|                 | Dipnoi (les dipneustes)    |
| Tetrapodomorpha | Tetrapoda (les tétrapodes) |
|                 | Tetrapoda (les tétrapodes) |

| Actinistia           | Coelacanthi (les cœlacanthes) |
|                      | Coelacanthi (les cœlacanthes) |
| Dipnotetrapodomorpha | \| Dipnomorpha \| Dipnoi (les dipneustes) \| \| \| Dipnoi (les dipneustes) \| \| Tetrapodomorpha \| Tetrapoda (les tétrapodes) \| \| \| Tetrapoda (les tétrapodes) \| |
|                      | \| Dipnomorpha \| Dipnoi (les dipneustes) \| \| \| Dipnoi (les dipneustes) \| \| Tetrapodomorpha \| Tetrapoda (les tétrapodes) \| \| \| Tetrapoda (les tétrapodes) \| |
| Dipnomorpha          | Dipnoi (les dipneustes) |
|                      | Dipnoi (les dipneustes) |
| Tetrapodomorpha      | Tetrapoda (les tétrapodes) |
|                      | Tetrapoda (les tétrapodes) |

| Dipnomorpha     | Dipnoi (les dipneustes)    |
|                 | Dipnoi (les dipneustes)    |
| Tetrapodomorpha | Tetrapoda (les tétrapodes) |
|                 | Tetrapoda (les tétrapodes) |

| Actinistia           | Coelacanthi (les cœlacanthes) |
|                      | Coelacanthi (les cœlacanthes) |
| Dipnotetrapodomorpha | \| Dipnomorpha \| Dipnoi (les dipneustes) \| \| \| Dipnoi (les dipneustes) \| \| Tetrapodomorpha \| Tetrapoda (les tétrapodes) \| \| \| Tetrapoda (les tétrapodes) \| |
|                      | \| Dipnomorpha \| Dipnoi (les dipneustes) \| \| \| Dipnoi (les dipneustes) \| \| Tetrapodomorpha \| Tetrapoda (les tétrapodes) \| \| \| Tetrapoda (les tétrapodes) \| |
| Dipnomorpha          | Dipnoi (les dipneustes) |
|                      | Dipnoi (les dipneustes) |
| Tetrapodomorpha      | Tetrapoda (les tétrapodes) |
|                      | Tetrapoda (les tétrapodes) |

| Dipnomorpha     | Dipnoi (les dipneustes)    |
|                 | Dipnoi (les dipneustes)    |
| Tetrapodomorpha | Tetrapoda (les tétrapodes) |
|                 | Tetrapoda (les tétrapodes) |

| Actinistia           | Coelacanthi (les cœlacanthes) |
|                      | Coelacanthi (les cœlacanthes) |
| Dipnotetrapodomorpha | \| Dipnomorpha \| Dipnoi (les dipneustes) \| \| \| Dipnoi (les dipneustes) \| \| Tetrapodomorpha \| Tetrapoda (les tétrapodes) \| \| \| Tetrapoda (les tétrapodes) \| |
|                      | \| Dipnomorpha \| Dipnoi (les dipneustes) \| \| \| Dipnoi (les dipneustes) \| \| Tetrapodomorpha \| Tetrapoda (les tétrapodes) \| \| \| Tetrapoda (les tétrapodes) \| |
| Dipnomorpha          | Dipnoi (les dipneustes) |
|                      | Dipnoi (les dipneustes) |
| Tetrapodomorpha      | Tetrapoda (les tétrapodes) |
|                      | Tetrapoda (les tétrapodes) |

| Dipnomorpha     | Dipnoi (les dipneustes)    |
|                 | Dipnoi (les dipneustes)    |
| Tetrapodomorpha | Tetrapoda (les tétrapodes) |
|                 | Tetrapoda (les tétrapodes) |

|  | Cephalaspidomorphi (les lamproies) |
|  |                                    |
|  | Myxiniformes (les myxines)         |
|  |                                    |

| Actinistia           | Coelacanthi (les cœlacanthes) |
|                      | Coelacanthi (les cœlacanthes) |
| Dipnotetrapodomorpha | \| Dipnomorpha \| Dipnoi (les dipneustes) \| \| \| Dipnoi (les dipneustes) \| \| Tetrapodomorpha \| Tetrapoda (les tétrapodes) \| \| \| Tetrapoda (les tétrapodes) \| |
|                      | \| Dipnomorpha \| Dipnoi (les dipneustes) \| \| \| Dipnoi (les dipneustes) \| \| Tetrapodomorpha \| Tetrapoda (les tétrapodes) \| \| \| Tetrapoda (les tétrapodes) \| |
| Dipnomorpha          | Dipnoi (les dipneustes) |
|                      | Dipnoi (les dipneustes) |
| Tetrapodomorpha      | Tetrapoda (les tétrapodes) |
|                      | Tetrapoda (les tétrapodes) |

| Dipnomorpha     | Dipnoi (les dipneustes)    |
|                 | Dipnoi (les dipneustes)    |
| Tetrapodomorpha | Tetrapoda (les tétrapodes) |
|                 | Tetrapoda (les tétrapodes) |

| Actinistia           | Coelacanthi (les cœlacanthes) |
|                      | Coelacanthi (les cœlacanthes) |
| Dipnotetrapodomorpha | \| Dipnomorpha \| Dipnoi (les dipneustes) \| \| \| Dipnoi (les dipneustes) \| \| Tetrapodomorpha \| Tetrapoda (les tétrapodes) \| \| \| Tetrapoda (les tétrapodes) \| |
|                      | \| Dipnomorpha \| Dipnoi (les dipneustes) \| \| \| Dipnoi (les dipneustes) \| \| Tetrapodomorpha \| Tetrapoda (les tétrapodes) \| \| \| Tetrapoda (les tétrapodes) \| |
| Dipnomorpha          | Dipnoi (les dipneustes) |
|                      | Dipnoi (les dipneustes) |
| Tetrapodomorpha      | Tetrapoda (les tétrapodes) |
|                      | Tetrapoda (les tétrapodes) |

| Dipnomorpha     | Dipnoi (les dipneustes)    |
|                 | Dipnoi (les dipneustes)    |
| Tetrapodomorpha | Tetrapoda (les tétrapodes) |
|                 | Tetrapoda (les tétrapodes) |

| Actinistia           | Coelacanthi (les cœlacanthes) |
|                      | Coelacanthi (les cœlacanthes) |
| Dipnotetrapodomorpha | \| Dipnomorpha \| Dipnoi (les dipneustes) \| \| \| Dipnoi (les dipneustes) \| \| Tetrapodomorpha \| Tetrapoda (les tétrapodes) \| \| \| Tetrapoda (les tétrapodes) \| |
|                      | \| Dipnomorpha \| Dipnoi (les dipneustes) \| \| \| Dipnoi (les dipneustes) \| \| Tetrapodomorpha \| Tetrapoda (les tétrapodes) \| \| \| Tetrapoda (les tétrapodes) \| |
| Dipnomorpha          | Dipnoi (les dipneustes) |
|                      | Dipnoi (les dipneustes) |
| Tetrapodomorpha      | Tetrapoda (les tétrapodes) |
|                      | Tetrapoda (les tétrapodes) |

| Dipnomorpha     | Dipnoi (les dipneustes)    |
|                 | Dipnoi (les dipneustes)    |
| Tetrapodomorpha | Tetrapoda (les tétrapodes) |
|                 | Tetrapoda (les tétrapodes) |

| Actinistia           | Coelacanthi (les cœlacanthes) |
|                      | Coelacanthi (les cœlacanthes) |
| Dipnotetrapodomorpha | \| Dipnomorpha \| Dipnoi (les dipneustes) \| \| \| Dipnoi (les dipneustes) \| \| Tetrapodomorpha \| Tetrapoda (les tétrapodes) \| \| \| Tetrapoda (les tétrapodes) \| |
|                      | \| Dipnomorpha \| Dipnoi (les dipneustes) \| \| \| Dipnoi (les dipneustes) \| \| Tetrapodomorpha \| Tetrapoda (les tétrapodes) \| \| \| Tetrapoda (les tétrapodes) \| |
| Dipnomorpha          | Dipnoi (les dipneustes) |
|                      | Dipnoi (les dipneustes) |
| Tetrapodomorpha      | Tetrapoda (les tétrapodes) |
|                      | Tetrapoda (les tétrapodes) |

| Dipnomorpha     | Dipnoi (les dipneustes)    |
|                 | Dipnoi (les dipneustes)    |
| Tetrapodomorpha | Tetrapoda (les tétrapodes) |
|                 | Tetrapoda (les tétrapodes) |

| Actinistia           | Coelacanthi (les cœlacanthes) |
|                      | Coelacanthi (les cœlacanthes) |
| Dipnotetrapodomorpha | \| Dipnomorpha \| Dipnoi (les dipneustes) \| \| \| Dipnoi (les dipneustes) \| \| Tetrapodomorpha \| Tetrapoda (les tétrapodes) \| \| \| Tetrapoda (les tétrapodes) \| |
|                      | \| Dipnomorpha \| Dipnoi (les dipneustes) \| \| \| Dipnoi (les dipneustes) \| \| Tetrapodomorpha \| Tetrapoda (les tétrapodes) \| \| \| Tetrapoda (les tétrapodes) \| |
| Dipnomorpha          | Dipnoi (les dipneustes) |
|                      | Dipnoi (les dipneustes) |
| Tetrapodomorpha      | Tetrapoda (les tétrapodes) |
|                      | Tetrapoda (les tétrapodes) |

| Dipnomorpha     | Dipnoi (les dipneustes)    |
|                 | Dipnoi (les dipneustes)    |
| Tetrapodomorpha | Tetrapoda (les tétrapodes) |
|                 | Tetrapoda (les tétrapodes) |

| Actinistia           | Coelacanthi (les cœlacanthes) |
|                      | Coelacanthi (les cœlacanthes) |
| Dipnotetrapodomorpha | \| Dipnomorpha \| Dipnoi (les dipneustes) \| \| \| Dipnoi (les dipneustes) \| \| Tetrapodomorpha \| Tetrapoda (les tétrapodes) \| \| \| Tetrapoda (les tétrapodes) \| |
|                      | \| Dipnomorpha \| Dipnoi (les dipneustes) \| \| \| Dipnoi (les dipneustes) \| \| Tetrapodomorpha \| Tetrapoda (les tétrapodes) \| \| \| Tetrapoda (les tétrapodes) \| |
| Dipnomorpha          | Dipnoi (les dipneustes) |
|                      | Dipnoi (les dipneustes) |
| Tetrapodomorpha      | Tetrapoda (les tétrapodes) |
|                      | Tetrapoda (les tétrapodes) |

| Dipnomorpha     | Dipnoi (les dipneustes)    |
|                 | Dipnoi (les dipneustes)    |
| Tetrapodomorpha | Tetrapoda (les tétrapodes) |
|                 | Tetrapoda (les tétrapodes) |

| Actinistia           | Coelacanthi (les cœlacanthes) |
|                      | Coelacanthi (les cœlacanthes) |
| Dipnotetrapodomorpha | \| Dipnomorpha \| Dipnoi (les dipneustes) \| \| \| Dipnoi (les dipneustes) \| \| Tetrapodomorpha \| Tetrapoda (les tétrapodes) \| \| \| Tetrapoda (les tétrapodes) \| |
|                      | \| Dipnomorpha \| Dipnoi (les dipneustes) \| \| \| Dipnoi (les dipneustes) \| \| Tetrapodomorpha \| Tetrapoda (les tétrapodes) \| \| \| Tetrapoda (les tétrapodes) \| |
| Dipnomorpha          | Dipnoi (les dipneustes) |
|                      | Dipnoi (les dipneustes) |
| Tetrapodomorpha      | Tetrapoda (les tétrapodes) |
|                      | Tetrapoda (les tétrapodes) |

| Dipnomorpha     | Dipnoi (les dipneustes)    |
|                 | Dipnoi (les dipneustes)    |
| Tetrapodomorpha | Tetrapoda (les tétrapodes) |
|                 | Tetrapoda (les tétrapodes) |

| Actinistia           | Coelacanthi (les cœlacanthes) |
|                      | Coelacanthi (les cœlacanthes) |
| Dipnotetrapodomorpha | \| Dipnomorpha \| Dipnoi (les dipneustes) \| \| \| Dipnoi (les dipneustes) \| \| Tetrapodomorpha \| Tetrapoda (les tétrapodes) \| \| \| Tetrapoda (les tétrapodes) \| |
|                      | \| Dipnomorpha \| Dipnoi (les dipneustes) \| \| \| Dipnoi (les dipneustes) \| \| Tetrapodomorpha \| Tetrapoda (les tétrapodes) \| \| \| Tetrapoda (les tétrapodes) \| |
| Dipnomorpha          | Dipnoi (les dipneustes) |
|                      | Dipnoi (les dipneustes) |
| Tetrapodomorpha      | Tetrapoda (les tétrapodes) |
|                      | Tetrapoda (les tétrapodes) |

| Dipnomorpha     | Dipnoi (les dipneustes)    |
|                 | Dipnoi (les dipneustes)    |
| Tetrapodomorpha | Tetrapoda (les tétrapodes) |
|                 | Tetrapoda (les tétrapodes) |

| Actinistia           | Coelacanthi (les cœlacanthes) |
|                      | Coelacanthi (les cœlacanthes) |
| Dipnotetrapodomorpha | \| Dipnomorpha \| Dipnoi (les dipneustes) \| \| \| Dipnoi (les dipneustes) \| \| Tetrapodomorpha \| Tetrapoda (les tétrapodes) \| \| \| Tetrapoda (les tétrapodes) \| |
|                      | \| Dipnomorpha \| Dipnoi (les dipneustes) \| \| \| Dipnoi (les dipneustes) \| \| Tetrapodomorpha \| Tetrapoda (les tétrapodes) \| \| \| Tetrapoda (les tétrapodes) \| |
| Dipnomorpha          | Dipnoi (les dipneustes) |
|                      | Dipnoi (les dipneustes) |
| Tetrapodomorpha      | Tetrapoda (les tétrapodes) |
|                      | Tetrapoda (les tétrapodes) |

| Dipnomorpha     | Dipnoi (les dipneustes)    |
|                 | Dipnoi (les dipneustes)    |
| Tetrapodomorpha | Tetrapoda (les tétrapodes) |
|                 | Tetrapoda (les tétrapodes) |

| Actinistia           | Coelacanthi (les cœlacanthes) |
|                      | Coelacanthi (les cœlacanthes) |
| Dipnotetrapodomorpha | \| Dipnomorpha \| Dipnoi (les dipneustes) \| \| \| Dipnoi (les dipneustes) \| \| Tetrapodomorpha \| Tetrapoda (les tétrapodes) \| \| \| Tetrapoda (les tétrapodes) \| |
|                      | \| Dipnomorpha \| Dipnoi (les dipneustes) \| \| \| Dipnoi (les dipneustes) \| \| Tetrapodomorpha \| Tetrapoda (les tétrapodes) \| \| \| Tetrapoda (les tétrapodes) \| |
| Dipnomorpha          | Dipnoi (les dipneustes) |
|                      | Dipnoi (les dipneustes) |
| Tetrapodomorpha      | Tetrapoda (les tétrapodes) |
|                      | Tetrapoda (les tétrapodes) |

| Dipnomorpha     | Dipnoi (les dipneustes)    |
|                 | Dipnoi (les dipneustes)    |
| Tetrapodomorpha | Tetrapoda (les tétrapodes) |
|                 | Tetrapoda (les tétrapodes) |

| Actinistia           | Coelacanthi (les cœlacanthes) |
|                      | Coelacanthi (les cœlacanthes) |
| Dipnotetrapodomorpha | \| Dipnomorpha \| Dipnoi (les dipneustes) \| \| \| Dipnoi (les dipneustes) \| \| Tetrapodomorpha \| Tetrapoda (les tétrapodes) \| \| \| Tetrapoda (les tétrapodes) \| |
|                      | \| Dipnomorpha \| Dipnoi (les dipneustes) \| \| \| Dipnoi (les dipneustes) \| \| Tetrapodomorpha \| Tetrapoda (les tétrapodes) \| \| \| Tetrapoda (les tétrapodes) \| |
| Dipnomorpha          | Dipnoi (les dipneustes) |
|                      | Dipnoi (les dipneustes) |
| Tetrapodomorpha      | Tetrapoda (les tétrapodes) |
|                      | Tetrapoda (les tétrapodes) |

| Dipnomorpha     | Dipnoi (les dipneustes)    |
|                 | Dipnoi (les dipneustes)    |
| Tetrapodomorpha | Tetrapoda (les tétrapodes) |
|                 | Tetrapoda (les tétrapodes) |

| Actinistia           | Coelacanthi (les cœlacanthes) |
|                      | Coelacanthi (les cœlacanthes) |
| Dipnotetrapodomorpha | \| Dipnomorpha \| Dipnoi (les dipneustes) \| \| \| Dipnoi (les dipneustes) \| \| Tetrapodomorpha \| Tetrapoda (les tétrapodes) \| \| \| Tetrapoda (les tétrapodes) \| |
|                      | \| Dipnomorpha \| Dipnoi (les dipneustes) \| \| \| Dipnoi (les dipneustes) \| \| Tetrapodomorpha \| Tetrapoda (les tétrapodes) \| \| \| Tetrapoda (les tétrapodes) \| |
| Dipnomorpha          | Dipnoi (les dipneustes) |
|                      | Dipnoi (les dipneustes) |
| Tetrapodomorpha      | Tetrapoda (les tétrapodes) |
|                      | Tetrapoda (les tétrapodes) |

| Dipnomorpha     | Dipnoi (les dipneustes)    |
|                 | Dipnoi (les dipneustes)    |
| Tetrapodomorpha | Tetrapoda (les tétrapodes) |
|                 | Tetrapoda (les tétrapodes) |

| Actinistia           | Coelacanthi (les cœlacanthes) |
|                      | Coelacanthi (les cœlacanthes) |
| Dipnotetrapodomorpha | \| Dipnomorpha \| Dipnoi (les dipneustes) \| \| \| Dipnoi (les dipneustes) \| \| Tetrapodomorpha \| Tetrapoda (les tétrapodes) \| \| \| Tetrapoda (les tétrapodes) \| |
|                      | \| Dipnomorpha \| Dipnoi (les dipneustes) \| \| \| Dipnoi (les dipneustes) \| \| Tetrapodomorpha \| Tetrapoda (les tétrapodes) \| \| \| Tetrapoda (les tétrapodes) \| |
| Dipnomorpha          | Dipnoi (les dipneustes) |
|                      | Dipnoi (les dipneustes) |
| Tetrapodomorpha      | Tetrapoda (les tétrapodes) |
|                      | Tetrapoda (les tétrapodes) |

| Dipnomorpha     | Dipnoi (les dipneustes)    |
|                 | Dipnoi (les dipneustes)    |
| Tetrapodomorpha | Tetrapoda (les tétrapodes) |
|                 | Tetrapoda (les tétrapodes) |

| Actinistia           | Coelacanthi (les cœlacanthes) |
|                      | Coelacanthi (les cœlacanthes) |
| Dipnotetrapodomorpha | \| Dipnomorpha \| Dipnoi (les dipneustes) \| \| \| Dipnoi (les dipneustes) \| \| Tetrapodomorpha \| Tetrapoda (les tétrapodes) \| \| \| Tetrapoda (les tétrapodes) \| |
|                      | \| Dipnomorpha \| Dipnoi (les dipneustes) \| \| \| Dipnoi (les dipneustes) \| \| Tetrapodomorpha \| Tetrapoda (les tétrapodes) \| \| \| Tetrapoda (les tétrapodes) \| |
| Dipnomorpha          | Dipnoi (les dipneustes) |
|                      | Dipnoi (les dipneustes) |
| Tetrapodomorpha      | Tetrapoda (les tétrapodes) |
|                      | Tetrapoda (les tétrapodes) |

| Dipnomorpha     | Dipnoi (les dipneustes)    |
|                 | Dipnoi (les dipneustes)    |
| Tetrapodomorpha | Tetrapoda (les tétrapodes) |
|                 | Tetrapoda (les tétrapodes) |

| Actinistia           | Coelacanthi (les cœlacanthes) |
|                      | Coelacanthi (les cœlacanthes) |
| Dipnotetrapodomorpha | \| Dipnomorpha \| Dipnoi (les dipneustes) \| \| \| Dipnoi (les dipneustes) \| \| Tetrapodomorpha \| Tetrapoda (les tétrapodes) \| \| \| Tetrapoda (les tétrapodes) \| |
|                      | \| Dipnomorpha \| Dipnoi (les dipneustes) \| \| \| Dipnoi (les dipneustes) \| \| Tetrapodomorpha \| Tetrapoda (les tétrapodes) \| \| \| Tetrapoda (les tétrapodes) \| |
| Dipnomorpha          | Dipnoi (les dipneustes) |
|                      | Dipnoi (les dipneustes) |
| Tetrapodomorpha      | Tetrapoda (les tétrapodes) |
|                      | Tetrapoda (les tétrapodes) |

| Dipnomorpha     | Dipnoi (les dipneustes)    |
|                 | Dipnoi (les dipneustes)    |
| Tetrapodomorpha | Tetrapoda (les tétrapodes) |
|                 | Tetrapoda (les tétrapodes) |

| Actinistia           | Coelacanthi (les cœlacanthes) |
|                      | Coelacanthi (les cœlacanthes) |
| Dipnotetrapodomorpha | \| Dipnomorpha \| Dipnoi (les dipneustes) \| \| \| Dipnoi (les dipneustes) \| \| Tetrapodomorpha \| Tetrapoda (les tétrapodes) \| \| \| Tetrapoda (les tétrapodes) \| |
|                      | \| Dipnomorpha \| Dipnoi (les dipneustes) \| \| \| Dipnoi (les dipneustes) \| \| Tetrapodomorpha \| Tetrapoda (les tétrapodes) \| \| \| Tetrapoda (les tétrapodes) \| |
| Dipnomorpha          | Dipnoi (les dipneustes) |
|                      | Dipnoi (les dipneustes) |
| Tetrapodomorpha      | Tetrapoda (les tétrapodes) |
|                      | Tetrapoda (les tétrapodes) |

| Dipnomorpha     | Dipnoi (les dipneustes)    |
|                 | Dipnoi (les dipneustes)    |
| Tetrapodomorpha | Tetrapoda (les tétrapodes) |
|                 | Tetrapoda (les tétrapodes) |

- Deutérostomiens
  - Xénambulacraires
  - Chordés
    - Céphalochordés
    - Olfactores
      - Urochordés
      - Crâniés
        - Vertébrés
          - Cyclostomes
            - Myxinoïdés (myxines)
            - Pétromyzontides (lamproies)

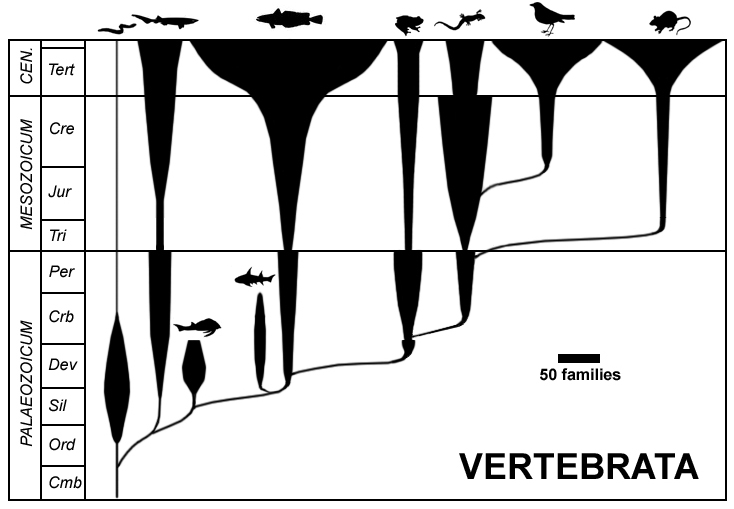
Évolution des vertébrés selon un diagramme axial représentant les cinq grandes classes (poissons, amphibiens, reptiles, oiseaux et mammifères). La largeur des axes indique le nombre de familles dans chaque classe (les téléostéens, poissons à squelette complètement osseux et à nageoires rayonnantes, représentent 99,8 % des espèces de poissons, et près de la moitié des espèces de vertébrés). En classification phylogénétique, seuls les oiseaux et les mammifères sont des groupes monophylétiques.

          - Gnathostomes (vertébrés à mâchoires)
            - Chondrichthyens (ou poissons cartilagineux)
            - Ostéichthyens (poissons osseux)
              - Actinoptérygiens (poissons à nageoires 
rayonnées)
              - Sarcoptérygiens (poissons à nageoires 
charnues et vertébrés à pattes)
                - Actinistiens (cœlacanthe)
                - Rhipidistiens
                  - Dipneustes
                  - Tétrapodes
                    - Lissamphibiens (batraciens et Gymnophiones)
                    - Amniotes
                      - Sauropsides
                        - Anapsides ou Chéloniens (tortues)
                        - Diapsides
                          - Lépidosauriens
                            - Squamates (lézards 
et serpents)
                            - Sphénodontiens

                          - Archosauriens (incluent 
également les dinosaures)
                            - Crocodiliens
                            - Oiseaux

                      - Synapsides
                        - Mammifères

## État des populations, pressions, réponses
Selon l'ONU, de nombreuses populations sauvages de Vertébrés sont menacées (ou ont récemment disparu).
- En moyenne, les populations de Vertébrés sauvages ont chuté d’un tiers (−31 %) dans le monde de 1970 à 2006[32] ;
- En termes de dynamique des populations, les déclins contemporains les plus sévères touchent surtout les écosystèmes tropicaux (59 %) mais aussi de manière générale les écosystèmes d’eau douce (−41 %)[32] ;
- En termes de taille de population, depuis 1970, la taille des populations « tempérées » a plutôt légèrement augmenté[32]. Ceci n'a pas empêché un déclin continu ou accéléré dans le monde, pour la presque totalité des espèces durant la même période, car la taille des populations tropicales s'est fortement réduite durant cette période. Mais, une observation faite sur plusieurs siècles donnerait une vision plus juste, montrant que les populations des zones tempérées ont en fait régressé autant et peut-être même plus que celles des zones tropicales[32].

Par exemple, dans le monde, pour 1 200 populations d’oiseaux d’eau étudiées pour leurs tendances démographiques, 44 % déclinent. 42 % des populations d'amphibiens (toutes espèces confondues) et de 40 % des espèces d’oiseaux sont en régression.

En Europe, les oiseaux des champs ont perdu 50 % de leurs effectifs de 1980 à 2006. Pour les oiseaux des prairies
d’Amérique du Nord la régression a approché 40 % de 1968 à 2003 (avec semble-t-il une légère récupération de 2003 à 2010 
) ; les populations d'oiseaux des zones arides nord-américaines ont perdu presque 30 % de leurs effectifs en 50 ans (de 1960 à 2010).
Selon l'indice planète vivante, qui se base sur une étude concernant 16 700 populations, pour 4 000 espèces différentes, les populations de vertébrés sauvages ont chuté de 68 % entre 1970 et 2016. La perte d’abondance est plus particulièrement marquée dans les milieux d’eau douce (zones humides, lacs ou rivières) et atteint 94 % en zones tropicales des Amériques. Les activités humaines en sont la cause principale, notamment la destruction des écosystèmes à des fins agricoles. Les autres causes de disparition sont la surexploitation des espèces, les pollutions (plastique et pesticides), les espèces invasives disséminées par les êtres humains et le changement climatique. Cette extinction de masse touche cinq grands groupes : oiseaux, mammifères, amphibiens, coraux et cycadales.
Mi-2020, on estime qu'au XXe siècle, plus de 500 espèces de vertébrés ont disparu des terres émergées, rythme attendu pour environ 10 000 ans dans la nature en temps normal). Et 500 autres vertébrés pourraient encore disparaitre dans les prochaines décennies alors que l'anthropisation du monde accroit le rythme des extinctions « vers un point critique de basculement ».
Environ 2 % de plus de 29 000 espèces de vertébrés terrestres sont en danger critique d'extinction rappelle le New York Times, alors que chacun remplit des fonctions écosystémiques, parfois irremplaçable (comme prédateur, proie, fouisseur, nécrophage, pollinisateur, etc.) et/ou utiles pour la conservation de l'eau potable, la pollinisation de nombreuses cultures, le maintien d'équilibres écologiques et la prévention de maladies. De plus, la disparition des espèces entraine la prolifération des zoonoses, à savoir les maladies transmises de l'animal à l'homme.